# Linda Hamilton
Linda Carroll Hamilton, född 26 september 1956 i Salisbury i Maryland, är en amerikansk skådespelare.
Linda Hamilton utbildade sig till skådespelare i New York och fick sitt genombrott i filmerna Terminator (1984) och Terminator 2 - Domedagen (1991). Hon är också känd från TV-serien Skönheten och odjuret och filmen Dante's Peak (1997).
Hon var gift med filmskaparen James Cameron 1997–1999. De har ett barn. Hon har även ett barn med sin tidigare make, Bruce Abbott.
I en intervju i oktober 2005 med Larry King berättade hon att hon lider av bipolärt syndrom.

## Filmografi
- 1984 – Children of the Corn
- 1984 – Terminator
- 1986 – King Kong Lives
- 1986 – Black Moon Rising
- 1987–1990 – Skönheten och odjuret (TV-serie)
- 1990 – Ursäkta, är vi gifta?
- 1991 – Terminator 2 - Domedagen
- 1997 – Shadow Conspiracy
- 1997 – Dante's Peak
- 2001 – Skeletons in the Closet
- 2005 – Missing in America
- 2007 – iMurders
- 2019 – Terminator: Dark Fate